# Espada de Goujian
A Espada de Goujian (em chinês tradicional: 越王勾踐劍; em chinês simplificado: 越王勾践剑) é um artefato arqueológico do Período das Primaveras e Outonos (771 a 403 A.D.) descoberto em 1965, na província de Hubei, na China. Forjada de cobre e estanho, é renomada por sua lâmina ainda estar anormalmente afiada, apesar da avançada idade, e por sua resistência a corrosão, raramente visto em um material tão velho. Atualmente, a espada pode ser encontrada no Museu Provinciano de Hubei.

## Descoberta
Em 1965, enquanto uma pesquisa arqueológica estava sendo realizada ao longo do segundo aqueduto principal do reservatório do rio Zhang em Jingzhou, Hubei, uma série de túmulos antigos foi descoberta no condado de Jiangling. Uma escavação começou em meados de outubro de 1965, terminando em janeiro de 1966, revelando mais de cinquenta túmulos antigos do estado de Chu.
Mais de 2.000 artefatos foram recuperados dos locais, incluindo uma espada de bronze ornamentada, encontrada dentro de um caixão junto com um esqueleto humano. O caixão foi descoberto em dezembro de 1965, no local nº 1 de Wangshan, a 7 quilômetros das ruínas de Ying, atualmente chamada Jinancheng (纪南), uma antiga capital de Chu.
A espada foi encontrada embainhada em uma bainha de madeira com acabamento em laca preta. A bainha tinha um ajuste quase hermético com o corpo da espada. Desembainhar a espada revelou uma lâmina imaculada, apesar da tumba estar imersa em água subterrânea por mais de 2.000 anos.

## Construção
A espada de Goujian tem 55,6 centímetros de comprimento, incluindo uma empunhadura de 8,4 centímetros; a lâmina tem 4,6 centímetros de largura em sua base. A espada pesa 875 gramas. Além do padrão repetitivo de losangos escuros em ambos os lados da lâmina, há decorações de cristais azuis e turquesas. A empunhadura da espada é preso por seda, enquanto o pomo é composto por onze círculos concêntricos.

### Composição química
A Espada de Goujian ainda tem uma lâmina afiada e não mostra sinais de mancha. Para entender o porquê, cientistas da Fudan University e da CAS usaram equipamentos modernos para determinar a composição química da espada, conforme mostrado na tabela abaixo.

#### Quantidade de elementos por porcentagem
| Parte examinada      | Cobre | Lata | Chumbo | Ferro | Enxofre  | Arsênico |
| -------------------- | ----- | ---- | ------ | ----- | -------- | -------- |
| Lâmina               | 80.3  | 18.8 | 0,4    | 0,4   | –        | vestígio |
| Padrão amarelo       | 83.1  | 15.2 | 0,8    | 0,8   | –        | vestígio |
| Padrão escuro        | 73,9  | 22.8 | 1.4    | 1.8   | vestígio | vestígio |
| Regiões mais escuras | 68.2  | 29.1 | 0,9    | 1.2   | 0,5      | vestígio |
| Gume                 | 57.3  | 29.6 | 8.7    | 3.4   | 0,9      | vestígio |
| Gume central         | 41,5  | 42,6 | 6.1    | 3.7   | 5.9      | vestígio |

O corpo da lâmina é feito principalmente de cobre, tornando-o mais flexível e menos propenso a quebrar; as bordas têm mais teor de estanho, tornando-as mais duras e capazes de reter uma borda mais afiada; o enxofre diminui a chance de manchas nos padrões.
É provável que a composição química, juntamente com a bainha quase hermética, tenham levado ao excepcional estado de conservação.

## Danos
Enquanto estava emprestado a Cingapura para exibição como parte de uma exposição de intercâmbio cultural em 1994, um trabalhador acidentalmente bateu a espada contra a caixa, resultando em uma rachadura de 7 milímetros (0,28 pol.) Na espada. Desde então, a China não permitiu que a espada fosse retirada do país e, em 2013, colocou oficialmente a espada na lista de relíquias culturais chinesas proibidas de serem exibidas no exterior.